# Mongolie aux Jeux olympiques d'hiver de 2018
La Mongolie participe aux Jeux olympiques d'hiver de 2018 à Pyeongchang en Corée du Sud du 9 au 25 février 2018. Il s'agit de sa quatorzième participation à des Jeux d'hiver.

## Participation
Aux Jeux olympiques d'hiver de 2018, les athlètes de l'équipe de Mongolie participent aux épreuves suivantes : 
| Sport       | Hommes | Femmes | Total |
| ----------- | ------ | ------ | ----- |
| Ski de fond | 1      | 1      | 2     |
| Total       | 1      | 1      | 2     |